# 보흐니아 소금광산

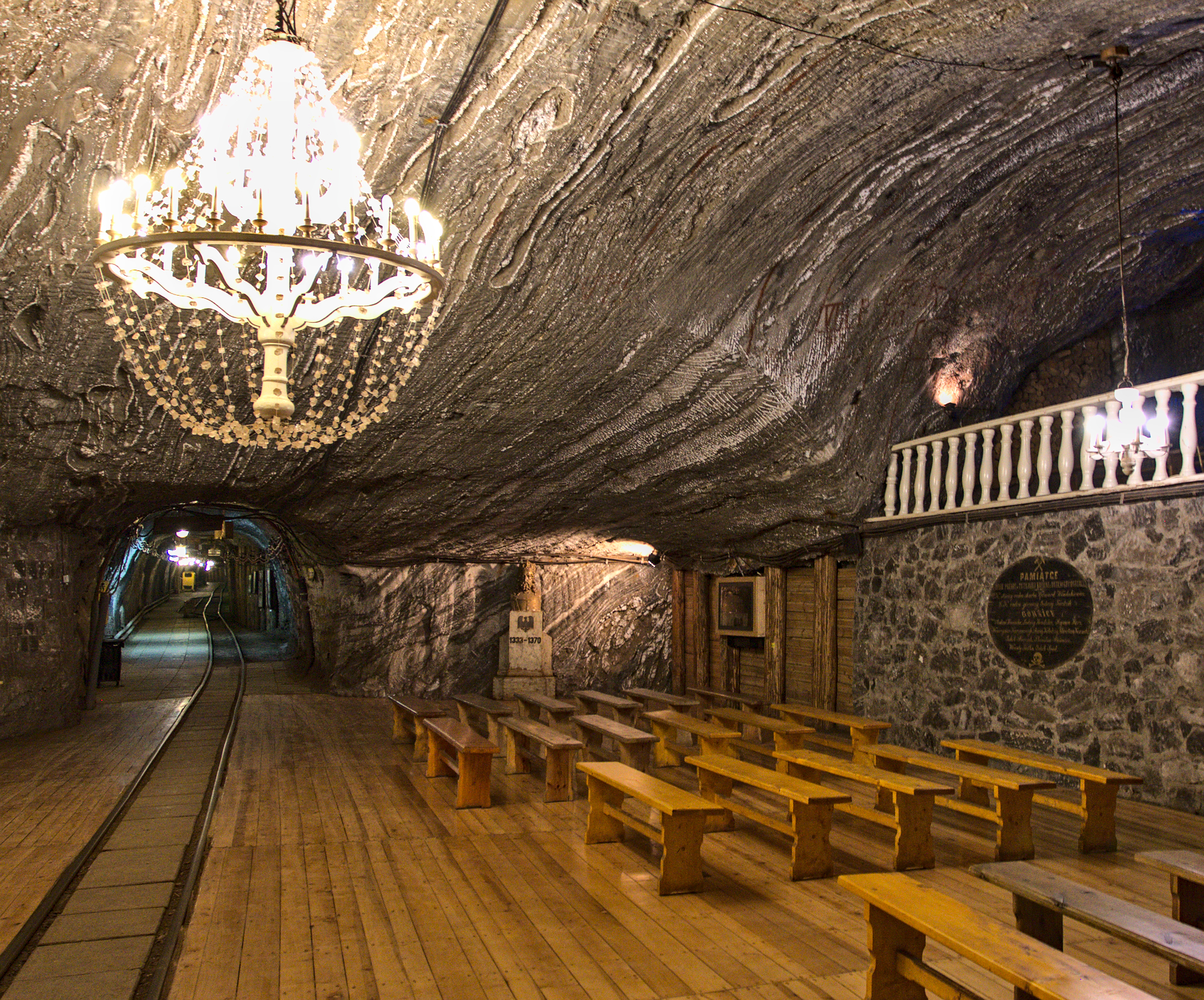
보흐니아 소금광산

보흐니아 소금광산(폴란드어: Kopalnia soli Bochnia)은 폴란드 마워폴스카주 보흐니아에 있는 소금광산이다.세계에서 가장 오래된 소금 광산 중 하나이며 폴란드에서 가장 오래된 상업 회사다. 보흐니아 소금광산은 12세기와 13세기에 소금이 발견된 후 1248년에 설립되었으며 왕립 광산 회사인 크라쿠프 소금 공장의 일부가 되었다. 1990년에 이 광산은 소금 생산을 중단했지만 관광 명소로 남았다. 현재 보흐니아 소금광산은 유네스코 세계유산에 등재되어 있다.